# Cala Xarraca
Cala Xarraca és una cala ampla, tancada a l'oest per la punta de Xarraca. Es troba al nord de l'illa d'Eivissa, al municipi de Sant Joan de Labritja.